# Bayesanizam
Bayesanizam predstavlja logičku doktrinu prema kojoj je poteškoća potvrdljivosti i opovrgavanja pretpostavke (hipoteze) i s njom povezanih poteškoća rješiva pomoću primjene Bayersova poučka (teorema). 
Bayesanizam ima više intuitivno prihvatljivih ishoda; tako ako je opažanje neočekivano (malo vjerojatno), pretpostavka dobiva veću potvrdu (više joj raste vjerojatnost), nego ako je opažanje bilo neočekivano. Također, pretpostavka dobiva veću potvrdu od različitih vrsta opažanja, nego ponavljanjem istih opažanja.
Bayesanizam se često opisuje i pod pojmom Bayesove vjerojatnosti kao shvaćanja i oblika (koncepta) tumačenja vjerojatnosti. U tom smislu Bayesova vjerojatnost je količina koja se dodijeli predstavljenom stanju znanja ili vjerovanja. Bajesovo objašnjenje vjerojatnosti može se promatrati kao proširenje iskazne logike koja omogućava obrazlaganje s pretpostavkama, odnosno prijedloga čija je istina ili laž neizvjesna.